# Жельково
Жельково (пол. Żelkowo, нім. Wendisch Silkow) — село в Польщі, у гміні Ґлувчиці Слупського повіту Поморського воєводства.
Населення — 283 особи (2011).
У 1975-1998 роках село належало до Слупського воєводства.

## Демографія
Демографічна структура станом на 31 березня 2011 року:
|          | Загалом | Допрацездатний вік | Працездатний вік | Постпрацездатний вік |
| -------- | ------- | ------------------ | ---------------- | -------------------- |
| Чоловіки | 142     | 39                 | 90               | 13                   |
| Жінки    | 141     | 24                 | 87               | 30                   |
| Разом    | 283     | 63                 | 177              | 43                   |